# Telodorcus australicus
Telodorcus australicus là một loài bọ cánh cứng trong họ Lucanidae. Loài này được Bomans mô tả khoa học năm 1985.